# بيل إيفانز
بيل إيفانز (بالإنجليزية: Bill Evans)‏ (و. 1958  م) هو عازف ساكسفون، وعازف جاز، ومنشد أمريكي، ولد في كلارندون هيلز، يستخدم آلات ساكسفون، بدأ مشواره المهني سنة 1980.

## روابط خارجية
- بيل إيفانز على موقع IMDb (الإنجليزية)
- بيل إيفانز على موقع ميوزك برينز (الإنجليزية)
- بيل إيفانز على موقع أول ميوزيك (الإنجليزية)
- بيل إيفانز على موقع ديسكوغز (الإنجليزية)